# Christophe Lambert (tumbling)
Pour les articles homonymes, voir Christophe Lambert (homonymie) et Lambert.
Christophe Lambert, né le 27 novembre 1963, est un gymnaste français spécialiste de tumbling élu à la Fédération internationale de gymnastique (FIG) depuis 2004. Le 6 novembre 2021, il est élu à la présidence de son comité technique à la Fédération internationale de gymnastique.

## Palmarès

### Monde
- Champion du monde par équipe 1988 et 1990.
- Vice-champion du monde par équipe 1986[2]
- Médaille de bronze individuelle aux Jeux mondiaux de 1989

### Europe
- 3° des championnats d'Europe 1989[3]

## Responsabilités fédérales
Entraîneur de Corinne et Chrystel Robert, Christophe Lambert est chargé ensuite de l’équipe de France de tumbling comme entraîneur national. Il est en 2013 directeur technique national adjoint chargé du Haut Niveau à la Fédération française de gymnastique (FFG). Puis se voit chargé du trampoline et du tumbling de haut niveau.

## Responsabilités internationales
Il est élu de la Fédération internationale de gymnastique (FIG) depuis 2004 et vice-président du comité technique Trampoline de 2012 à 2016 et en est désormais président.